# Hóa đơn điện tử
Hóa đơn điện tử (tiếng Anh: electronic invoice; viết tắt: e-invoice) là một phần nằm trong việc lập hóa đơn điện tử. Các giải pháp tạo lập hóa đơn điện tử được các đối tác kinh doanh thương mại sử dụng, chẳng hạn như khách hàng và nhà cung ứng của họ, nhằm trình bày và giám sát các tài liệu giao dịch giữa người này với người khác cũng như đảm bảo các điều khoản trong thỏa thuận kinh doanh của họ được đáp ứng. Những tài liệu này bao gồm các hóa đơn, đơn đặt hàng (PO), sổ ghi nợ, sổ cho vay, các khoản chi trả, lệnh thanh toán và các chứng từ kiều hối.
Giải pháp hóa đơn điện tử bao gồm một số lượng các công nghệ và tùy chọn ghi sổ khác nhau cũng như được sử dụng như một thuật ngữ chung để chỉ đến bất kỳ giải pháp nào trong đó hóa đơn được hiện diện bằng điện tử đến tay khách hàng cho việc thanh toán.